# Rue Forceval
La rue Forceval est une voie du 19e arrondissement de Paris, en France.

## Situation et accès
La rue Forceval est une voie publique située dans le 19e arrondissement de Paris. Elle débute rue Berthier à Pantin et se termine au square qui se trouve rue du Chemin-de-Fer.
Elle est convertie en passage pour piétons dans sa traversée sous le boulevard périphérique.

## Origine du nom
Elle porte le nom de Jacques de Forceval, premier seigneur  laïc de Pantin, et son fils Pierre, qui lui succéda.

## Historique
Cette voie, qui était précédemment une partie de la « rue Berthier prolongée », était située autrefois sur le territoire de Pantin, où elle prenalt le nom de rue Berthier.
Annexée à Paris par un décret du 27 juillet 1930, elle prend sa dénomination actuelle par un arrêté du 3 juin 1932.
Un arrêté préfectoral du 30 avril 1958 en a déclassé un tronçon lors de la construction du boulevard périphérique et de l'aménagement du square de la Porte-de-la-Villette.
En septembre 2021, dans le contexte de la crise du crack à Paris, le tunnel permettant de rejoindre Paris est muré afin d'« interdire la circulation et le stationnement » de toxicomanes,, précédemment installés dans les jardins d'Éole, à la suite des nuisances créées auparavant par le « marché du crack » de la place Stalingrad. Les habitants du quartier se retrouvent alors dans l'impossibilité d'utiliser ce raccourci, sous le prétexte d'assurer leur protection.